# Zwarte albatros
De zwarte albatros (Phoebetria fusca) is een vogel uit de familie van de albatrossen (Diomedeidae).

## Kenmerken
Volwassen vogels hebben zwarte veren met een kop die donkerder gekleurd is dan de rest van het lichaam. De vleugels en staart zijn smal. Ze hebben ook een opvallende witte oogring. De poten zijn lichtroze tot blauwgrijs gekleurd. De onderkant van de bovensnavel heeft een witte rand. Vrouwtjes zijn slanker en hebben een smallere snavel. De vogels worden ongeveer 85 centimeter groot en met de vleugels gespreid tot 200 centimeter breed.

## Verspreiding en leefgebied
Ze komen voor in het zuiden van de Atlantische Oceaan en de Indische Oceaan waar ze op verschillende eilanden broeden. Dat doen ze om de twee jaar. Ze zijn dan te vinden in kleine groepjes op de steile rotsen van de eilanden.  

## Voortplanting
Het nest wordt gemaakt van planten en gras. Daarin wordt één wit ei met roodbruine vlekken gelegd. Beide ouders helpen mee met broeden. Het jong vliegt na ongeveer 70 dagen uit. Het zijn rustige dieren die enkel tijdens het broeden lawaai kunnen maken.  

## Status
De zwarte albatros heeft een beperkt verspreidingsgebied, er zijn 6 tot 10 broedloacaties bekend en in 2017 werd het aantal broedparen geschat tussen de 10,6 en 14,3 duizend. De grootste bedreiging vormt de langelijnvisserij en daarnaast vormen op bijvoorbeeld Amsterdameiland invasieve zoogdieren en ziektekiemen een bedreiging. en daardoor is de kans op uitsterven aanwezig. Om deze redenen staat deze soort als bedreigd op de Rode Lijst van de IUCN.

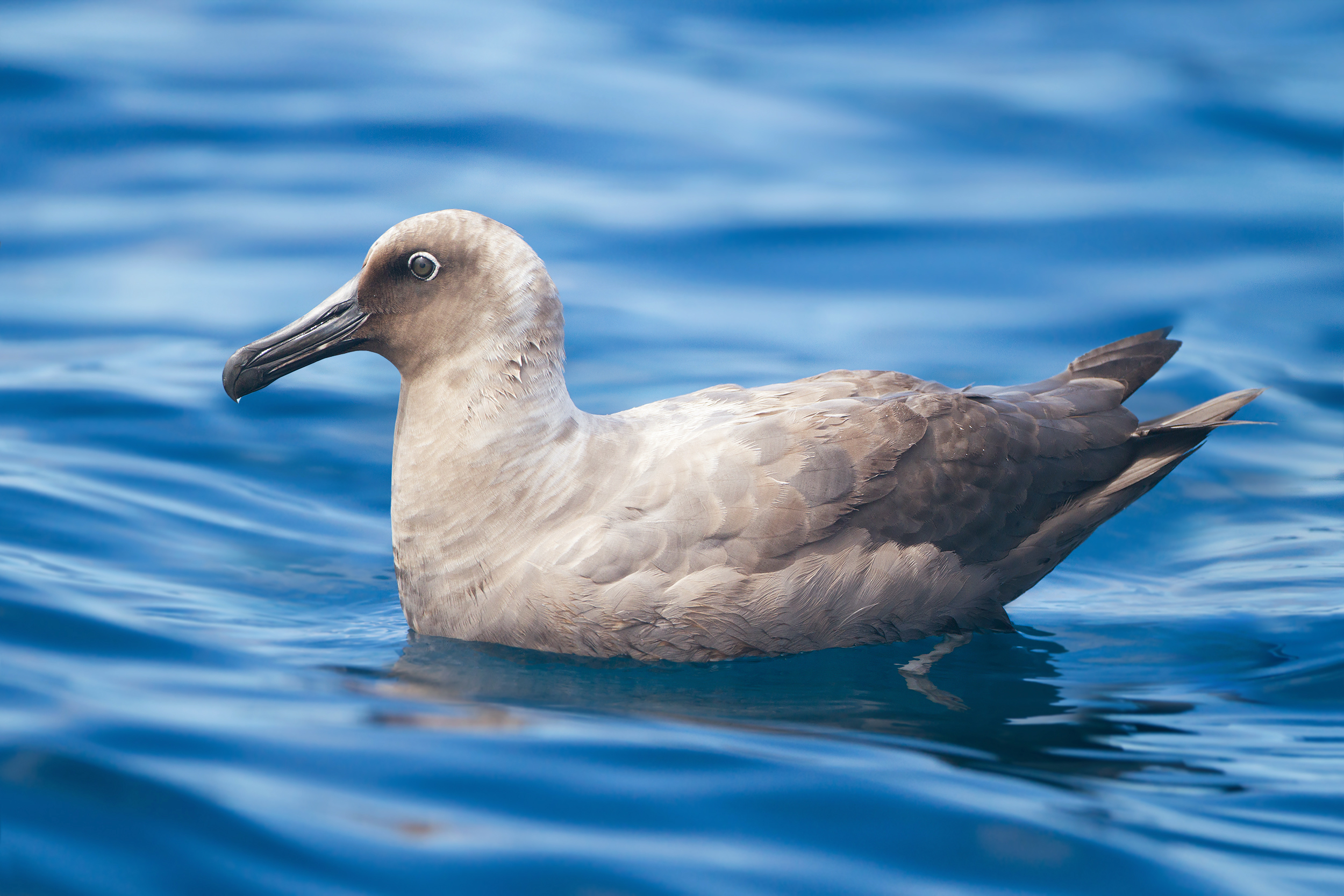
Zwarte albatros